# 莫代尔河
莫代尔河（法語：Moder，法語發音：[mɔdɛʁ]）是法國下莱茵省的河流，位於該國東北部，屬於萊茵河的左支流，發源自齐特赛姆，河道全長82.1公里，集水區面積1720平方公里，平均流量每秒16.6立方米。

## 外部連結
- http://www.geoportail.fr （页面存档备份，存于）
- The Moder at the Sandre database